# Serchs
Serchs (oficialmente y en catalán, Cercs) es un municipio español perteneciente a la provincia de Barcelona, en Cataluña. Está localizado al norte de la ciudad de Berga, en la comarca del Bergadá, y se extiende desde los Rasos de Peguera hasta las cimas de Vallcebre, a la derecha del río Llobregat y a la orilla del embalse de Serchs. El nombre de la villa procede del término quercus (roble en latín). A mediados del siglo XIX se denominaba Serchs y Blancaflor. Cuenta con una población de 1193 habitantes (INE 2024).

## Historia
Formado antiguamente por un grupo de casas diseminadas y conocidas con el nombre de Pont de Rabentí. Es a partir de finales del siglo XIX cuando empezó a crecer espectacularmente debido al auge de la industria textil y a la explotación del carbón, que hizo aparecer en los años 1910/1920 las colonias de casas cerca de las minas, como Sant Corneli y Sant Josep. A mitad del siglo XX se empezó a construir la Rodonella. Sant Jordi es el núcleo más nuevo, se inauguró en 1976 cuando Sant Salvador de la Vedella quedó anegado por la construcción del pantano de La Baells.
La principal vía de comunicación de Serchs es la autovía C-16. Sobre el desdoblamiento de la autovía a partir de Berga y hasta el túnel de Cadí, se están estudiando varios proyectos. La orografía de la zona hace difícil definir un trazado aceptable. Hay una importante movilización de la gente del municipio de Serchs, que se opone a un posible trazado que pase por el margen este del río Llobregat. Este posible trazado dejaría a Serchs olvidado fuera de la actual C-16 y la nueva carretera. Proponen un trazado que respeta la calidad de vida de la villa, y que pasaría por el lado oeste del río. Posiblemente recuperando en Serchs un futuro que actualmente no es nada halagüeño, puesto que si se alejara la carretera también alejaría la vida.

## Demografía
Serchs cuenta con una población de 1193 habitantes (INE 2024).
| Gráfica de evolución demográfica de Serchs entre 1842 y 2021 |
| |
| Población de derecho según los censos de población del INE. Población de hecho según los censos de población del INE.En este censo se denominaba Serchs y Blancaflor: 1842. En estos censos se denominaba Serchs: 1857, 1860, 1877, 1887, 1897, 1900, 1910, 1920, 1930, 1940, 1950, 1960, 1970 y 1981. Entre el censo de 1857 y el anterior, crece el término del municipio porque incorpora a Sant Salvador de Vadella. Entre el censo de 1950 y el anterior, crece el término del municipio porque incorpora a Baells. |

| 1900 | 1930 | 1950 | 1970 | 1981 | 1986 | 2008 |
| ---- | ---- | ---- | ---- | ---- | ---- | ---- |
| 965  | 1365 | 863  | 597  | 1901 | 1827 | 1324 |

## Entidades de población
- Serchs
- San Jorge
- San Cornelio
- San José
- La Rodonella

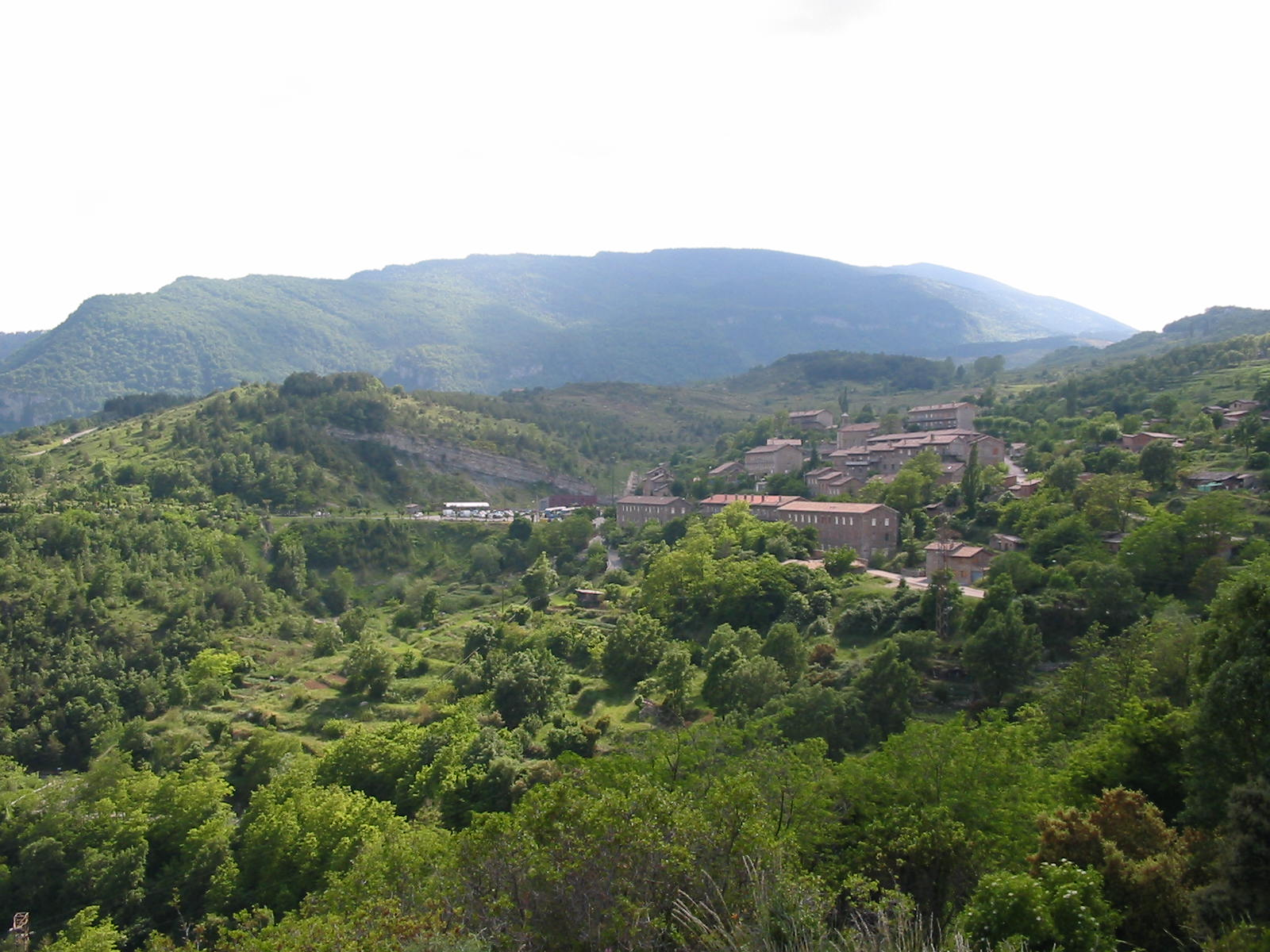
Sant Corneli

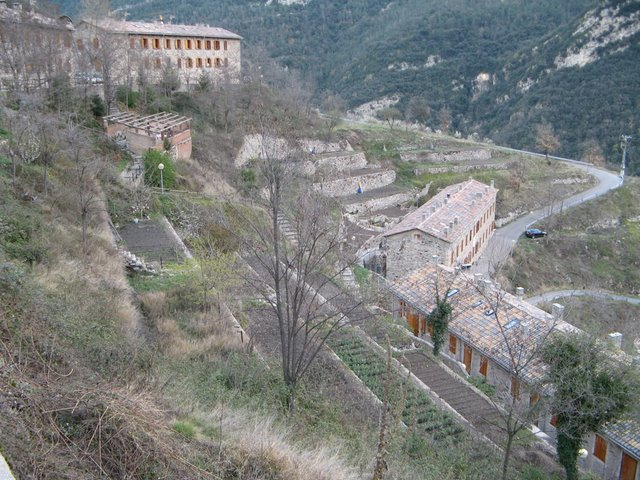
Sant Josep

A 2 km de San Jorge y al pie del Eje del Llobregat está el vecindario de La Rodonella (650 mi 173 h). El nombre le vino de una masía homónima que hay en este lugar (La Masía La Rodonella).
La central térmica de Serchs se cerró el 31 de diciembre de 2011.

## Monumentos
- Iglesia parroquial de Santa María de Serchs.
- Iglesia de San Quirico de Pedret. Prerrománica, siglo IX.
- Puente de Pedret. Puente gótico documentado desde 1286.
- Ermita de San Jorge. Románica.
- Central Térmica de Serchs (Industrial).
- Santuario de Ntra. Sra. de la Consolación. Barroco.
- Castillo de Blancafort. Documentado desde 1166.
- Iglesia de San Cornelio y San Cipriano. Siglo XI.
- Yacimiento arqueológico Vilosiu

## Museos
- Museo de las Minas de Serchs, inaugurado en 1999.